# Dälek
I Dälek sono un gruppo musicale statunitense. Il loro stile dissonante e atonale porta alle estreme conseguenze le sonorità dell'industrial hip hop. Sono considerati degli innovatori del loro genere e gli ispiratori di altri gruppi musicali rap alternativo come i Death Grips e i Clipping.

## Storia del gruppo
Originari di Newark (New Jersey), i Dälek debuttarono lo stesso anno con Negro Necro Nekros, che valse a loro l'apprezzamento degli specialisti. Tra gli altri album destinati a ricevere buone recensioni pubblicati dal gruppo vi sono Abandoned Language del 2007 e Gutter Tactics del 2009. Nel corso della loro carriera hanno collaborato con Faust, Kid606, Techno Animal, The Young Gods e altri.

## Formazione
- MC dälek - voce, coproduzione
- Oktopus - produzione, programmazione

## Discografia

### Album in studio
- 1998 – Negro Necro Nekros
- 2000 - Megaton/Classic Homicide (split con Techno Animal)
- 2002 – From Filthy Tongue of Gods and Griots
- 2004 – Absence
- 2004 - Derbe Respect, Alder (con i Faust)
- 2007 – Abandoned Language
- 2009 – Gutter Tactics
- 2010 – Untitled
- 2016 – Asphalt For Eden
- 2017 - Endangered Philosophies
- 2022 - Precipice

### Singoli ed extended play
- 2002 - Ruin It (con Kid 606)
- 2002 - Dälek vs. Velma (split con Velma)
- 2006 - Streets All Amped

### Album dal vivo
- 2010 - Griots And Gods – Les Eurockeennes Festival Belfort 2010 (con The Young Gods)

### Compilation
- 2007 - Deadverse Massive Vol. 1